# Absolute monarchie

Lodewijk XIV, de Zonnekoning: "L'état, c'est Moi." (De staat, dat ben ik)

De absolute monarchie of het vorstelijk absolutisme is een regeringsvorm waarbij de vorst over volledig regerende autoriteit beschikt; hij is niet door wetten gebonden, noch is hij verantwoording verschuldigd. Hoewel in theorie de absolute vorst ongelimiteerde macht over de soevereine staat en het volk heeft, wordt in de praktijk deze autoriteit gebalanceerd door politieke groeperingen als aristocraten, geestelijken en de adel. Tegenwoordig zijn er nog maar weinig absolute monarchieën over; de meeste zijn opgeheven of zijn hervormd tot een constitutionele monarchie, waarin de bevoegdheden van de monarch in de grondwet zijn vastgelegd en de macht niet langer ongelimiteerd is.
In het Vroegmoderne Europa werd wel onderscheid gemaakt tussen twee vormen van monarchisme, monarchia herilis en monarchia limitata – despotisme en beperkte monarchie. Despotisme werd gekenmerkt door heerschappij vanuit eigenbelang en werd algemeen afgewezen. Beperkte monarchie kenmerkte zich door de meer of mindere mate waarin instituten als de staten bepaalde rechten genoten. Absolutisme werd daarbij niet gezien als een vorm van despotisme, maar een van de vormen van beperkte monarchie.

## Historische voorbeelden
De vroegste vormen van absolute monarchie zijn te vinden tijdens de Oud-Babylonische periode, toen Amoritische koningen zoals Hammurabi als absolute vorst heersten over het volk in Babylonië. Toen de Amorriet Sjamsji-Adad I de troon in Assoer wist te veroveren, vestigde hij er ook een absolute monarchie als in Babylon. De Kassieten, Assyriërs, Perzen en Macedoniërs die ieder op hun beurt Babylonië bezetten, behielden deze Babylonisch-Amorritische absolute monarchie.
De theorie van het absolutisme was door de Romeinse jurist Ulpianus vervat in de bewoording princeps solutus est legibus (de vorst is niet gebonden door de wetten). De Franse jurist Jean Bodin werkte de absolute theorie uit in zijn werk 'Six livres de la république' waarin hij vermeldt le prince est absous de la puissance des lois (de vorst is ontheven van de kracht van de wetten).
Het klassieke aangehaalde voorbeeld van absolute monarchie zijn de regeringen van Lodewijk XIV, Lodewijk XV en Lodewijk XVI (het ancien régime). Na 1614 kwamen de Staten-Generaal niet meer bijeen. De adel werd uitgeschakeld als regionale bestuursmacht en als bron van de koningsmacht. De Franse koning beriep zich voortaan op een droit divin, een "goddelijk recht" om te regeren; hij was aan niemand anders dan God verantwoording verschuldigd. Het Franse absolutisme werd neergehaald met de Franse Revolutie. Recente revisionistische historici vinden de Franse Bourbon-koningen geen goede voorbeelden van absolute vorsten, aangezien zij door fundamentele wetten en organen in de Staat gecontroleerd werden. De absolute vorsten van Frankrijk werden bijgestaan door een aantal zeer effectieve bestuursraden (Conseil du Roy), en wanneer de koning een besluit tekende "car tel est notre plaisir" betekende dat niet minder dan dat een procedure van consultatie van alle bestuursorganen was doorlopen. Dan nóg moesten de wetten aan het Parlement voorgelegd worden, dat ze moest toetsen aan het bestaande corpus van wetgeving, en dat de wetten moest registreren alvorens ze van kracht werden. Het is wel zo dat de Franse koning het recht heeft verworven in de late middeleeuwen om twee belastingen te heffen. De ene was "la gabelle" wat een permanente taks op het zout was, en de andere "la taille", wat een jaarlijkse heffing op de inkomens en bezit was. Deze inkomsten die de koning alzo verwierf kwamen rechtstreeks in zijn eigen bezit. Daarmee ontliep de Franse koning de onderhandelingen met de Staten (États) over het heffen van nodige belastingen voor het voeren van een oorlog bijvoorbeeld. Dit verschilde bijvoorbeeld bij de andere vorsten in Europa die niet het recht hadden verworven om zomaar belasting te heffen bij hun onderdanen. Als de vorst daar nood had aan extra inkomsten moest er eerst onderhandeld worden met de vertegenwoordigers van de machtige segmenten van de samenleving. Ook was er maar een beperkte tijd om deze belastingen te heffen; eenmaal de tijd was verstreken moest hij opnieuw gaan onderhandelen. Er kan dus gesteld worden dat de Franse koningen in de vroegmoderne tijd niet die absolute vorsten waren zoals we die verstaan onder de hedendaagse definitie die we daaraan geven. We kunnen wel zeggen dat de Franse koningen absoluter in macht waren dan de andere koningen in Europa, maar geen absolute vorsten zijn.
Een bijzondere vorm van absolutisme was het verlicht absolutisme, waarbij de vorsten een verlicht beleid voerden zonder macht af te staan aan hun onderdanen ("alles voor het volk, niets door het volk").
In de koloniale periode werd de heerschappij van vorst-soeverein Leopold over de Onafhankelijke Congostaat als absolutisme gekarakteriseerd. Zijn wil werd door geen enkele instelling ingeperkt.

## Moderne absolute monarchieën

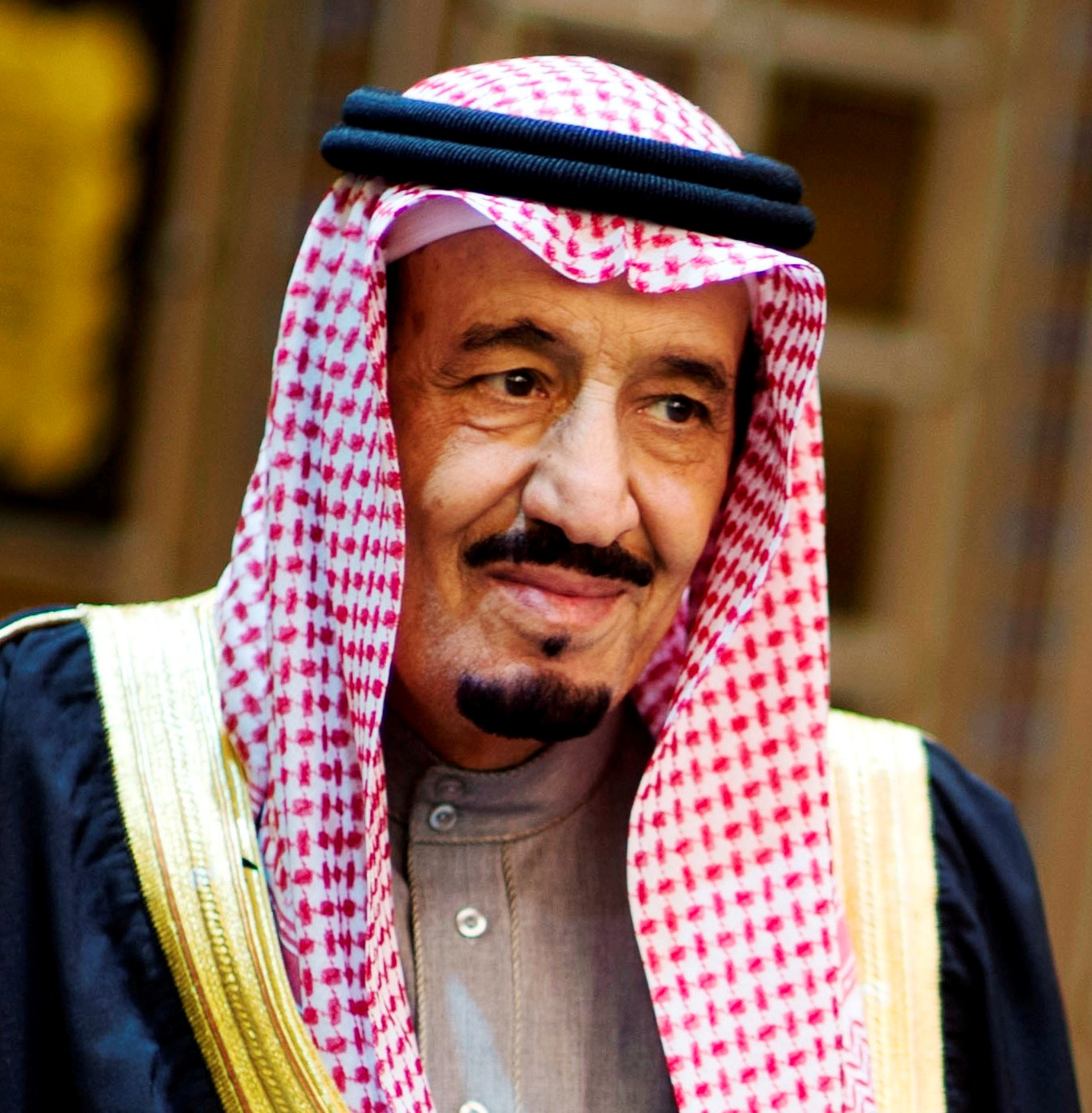
Koning Salman van Saudi-Arabië, een van de weinige absolute vorsten op de wereld.

Ook in de eenentwintigste eeuw zijn er politieke eenheden/staten die geregeerd worden volgens de theorie van het absolutisme. In deze staten is er een koning die kan regeren zonder gebonden te zijn aan wetten. Voorbeelden van dit soort staten zijn Bahrein, Brunei, Oman, Saoedi-Arabië, Swaziland en de Verenigde Arabische Emiraten. Tot 2008 behoorde ook Bhutan tot deze landen. Tot slot is er nog het Vaticaan; het staatshoofd van die staat, de paus, wordt gekozen waarna er geen wetten meer zijn waaraan de nieuwe vorst zich moet houden. Er zijn echter wel religieuze voorschriften waaraan de vorst zich moet houden.
Huidige absolute monarchieën:
- Bahrein (Koninkrijk)
- Brunei (Sultanaat)
- Oman (Sultanaat)
- Qatar (Emiraat)
- Saoedi-Arabië (Koninkrijk)
- Swaziland (Koninkrijk)
- Vaticaanstad (Pontificaat)
- Verenigde Arabische Emiraten